# عملة باربر
تتكون عملة باربر من عشرة سنتات وربع دولار ونصف دولار صممها كبير النقاشين في مكتب سك العملة بالولايات المتحدة تشارلز إي. باربر. سكت هذه العملات بين عامي 1892 و1916 وذلك مع عدم سك أي نصف دولار في العام الأخير من السلسلة.
بحلول أواخر ثمانينيات القرن التاسع عشر كانت هناك دعوات متزايدة لاستبدال تصميم تمثال الحرية الجالس المستخدم منذ ثلاثينيات القرن التاسع عشر على معظم فئات العملات الفضية. وفي عام 1891 أصدر مدير دار سك العملة إدوارد أو. ليتش -بعد أن فوضه الكونجرس ومنحه الموافقة على إعادة تصميم العملات- أمراً بإجراء مسابقة بحثاً عن مظهر جديد للعملات الفضية. وبما أن الفائز فقط هو الذي سيحصل على جائزة نقدية فقد رفض الفنانون المدعوون المشاركة ولم تكن أي مشاركة من بين مشاركات الجمهور مناسبة. كما أصدر ليتش تعليماته إلى باربر بإعداد تصميمات جديدة للعملات المعدنية من فئة العشرة سنتات وربع الدولار ونصف الدولار وبعد أن أجرى كبير النقاشين تغييرات لضمان موافقة ليتش، وافق عليها الرئيس بنيامين هاريسون في نوفمبر 1891. وبدأ سك العملات المعدنية الجديدة في يناير التالي.
كان الرأي العام والفني تجاه الأعمال الجديدة ولا يزال مختلطًا. ففي عام 1915 بدأ مسؤولو دار سك العملة في وضع خطط لاستبدالها بمجرد انتهاء المدة الدنيا للتصميم في عام 1916. كما أصدرت دار سك العملة عملات العشرة سنتات والربع دولار من فئة باربر في عام 1916 لتلبية الطلب التجاري، ولكن قبل نهاية العام بدأ إنتاج عملات العشرة سنتات من فئة ميركوري والربع دولار من فئة ستاندنج ليبرتي ونصف دولار من فئة ووكنج ليبرتي. وليس من الصعب الحصول على معظم التواريخ في سلسلة عملات باربر ولكن العملة المعدنية من فئة العشرة سنتات والتي سكت في عام 1894 في دار سك العملة في سان فرانسيسكو (1894-أس) -سكت 24 قطعة منها- تعد نادرة للغاية.

## الخلفية

### تشارلز باربر
وُلِد تشارلز إي. باربر في لندن عام 1840. حيث قاد جده جون باربر العائلة إلى أمريكا في أوائل خمسينيات القرن التاسع عشر. وكان جون وابنه ويليام كلاهما من النقّاشين ثم تبع تشارلز خطواتهما. عاشت عائلة باربر في البداية في بوسطن عند وصولها إلى الولايات المتحدة مع أنها انتقلت لاحقًا إلى بروفيدنس للسماح لويليام بالعمل في شركة جورهام للتصنيع. ولفتت مهارات ويليام باربر انتباه كبير النقاشين في دار سك العملة جيمس ب. لونجاكر الذي وظفه كمساعد نقاش في عام 1865، وعندما توفي لونجاكر في عام 1869 أصبح ويليام باربر كبير النقاشين وعين تشارلز كمساعد نقاش.
توفي ويليام باربر في 31 أغسطس 1879 بسبب مرض أصيب به بعد السباحة في أتلانتيك سيتي بنيو جيرسي. فتقدم ابنه بطلب للحصول على منصب كبير النقاشين كما فعل جورج تي مورجان وهو نقاش بريطاني آخر عينته دار سك العملة. في أوائل ديسمبر 1879 اجتمع وزير الخزانة جون شيرمان ومدير دار سك العملة هوراشيو بورشارد ومدير دار سك العملة في فيلادلفيا أ. لودون سنودن لتحديد القضية. وقرروا التوصية بتعيين باربر الذي رشحه لاحقًا الرئيس رذرفورد ب. هايز وفي فبراير 1880 أكد مجلس الشيوخ تعيينه. وقد خدم باربر تسعة رؤساء في هذا المنصب وظل في هذا المنصب حتى وفاته في عام 1917 وذلك عندما خلفه مورغان.
كان إعادة تصميم العملات المعدنية قيد الدراسة خلال السنوات الأولى من عمل باربر كرئيس للنقاشين. حيث كان المشرف سنودن يعتقد أن العملات المعدنية الأساسية التي سكت آنذاك (القطع من فئة سنت واحد وثلاثة سنتات وخمسة سنتات) يجب أن يكون لها تصميمات موحدة كما كان الحال بالنسبة للعديد من القطع الفضية وبعض العملات الذهبية أيضًا. لقد طلب من باربر إنشاء عملات معدنية تجريبية. ومع رغبات سنودن كان التصميم الوحيد المعدل هو تصميم العملة المعدنية بقيمة الخمسة سنتات أو النيكل، أما تصميم باربر المعروف باسم عملة النيكل التي تحمل شعار الحرية فقد دخل الإنتاج في عام 1883. حددت فئة العملة الجديدة بالرقم الروماني "V" على الوجه الخلفي، وكانت العملة المعدنية بقيمة ثلاثة سنتات تحمل دائمًا الرمز "III" للإشارة إلى فئتها. وسرعان ما أدرك المحتالون المغامرون أن العملات المعدنية من فئة النيكل ونصف النسر (أو قطعة الذهب بقيمة الخمسة دولارات) كانت متقاربة في الحجم فقاموا بطلاء العملات المعدنية الأساسية لتمريرها إلى غير الحذرين. وسط السخرية العامة من دار سك العملة توقف الإنتاج حتى أضاف باربر على عجل كلمة "سنتات" إلى ظهر تصميمه.

### التوجه نحو إعادة التصميم

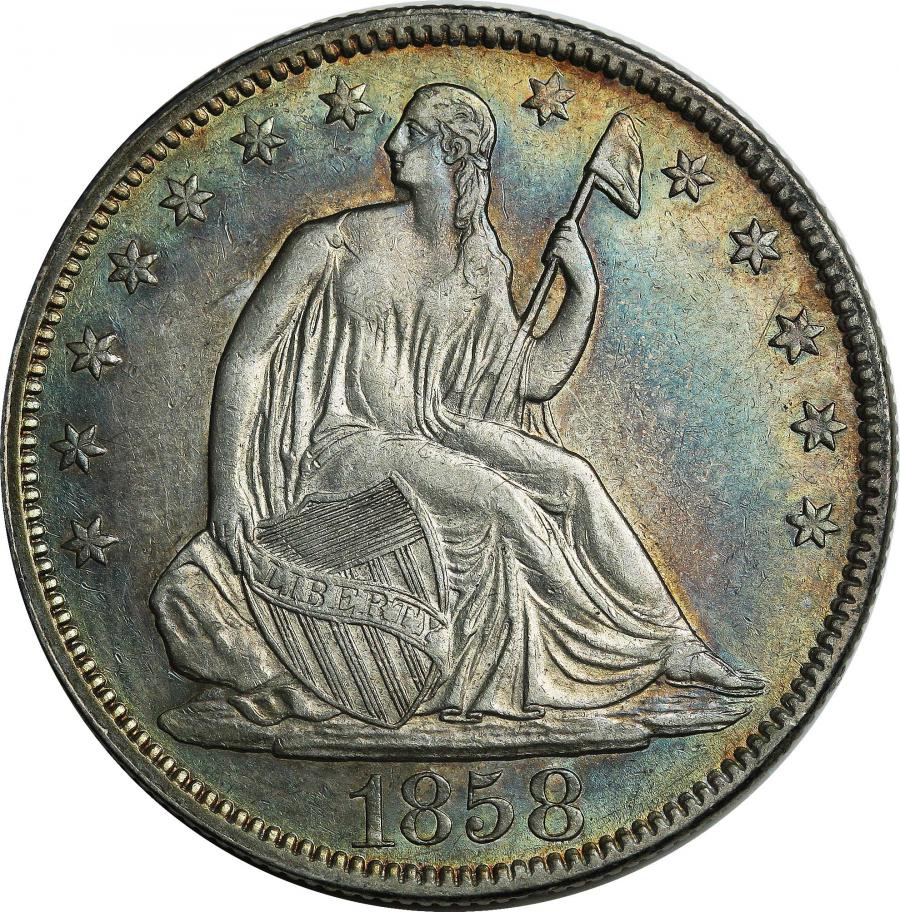
نصف دولار من عملة الحرية الجالسة عام 1858

خلال الجزء الأكبر من النصف الثاني من القرن التاسع عشر حملت معظم العملات الفضية الأمريكية تصميمًا لرمز الحرية الجالسة. وقد أنشئ هذا التصميم بواسطة كريستيان جوبريشت وهو نقاش في دار سك العملة الأمريكية في فيلادلفيا، بعد رسم تخطيطي للفنان توماس سولي وقام بتقديمه إلى العملات المعدنية الأمريكية في أواخر ثلاثينيات القرن التاسع عشر. حيث كان التصميم يعكس تأثيرًا إنجليزيًا ومع تغير الأذواق الفنية بمرور الوقت أصبح مكروهًا بشكل متزايد في الولايات المتحدة. في عام 1876 قالت مجلة جالاكسي عن العملات الفضية الموجودة في ذلك الوقت:

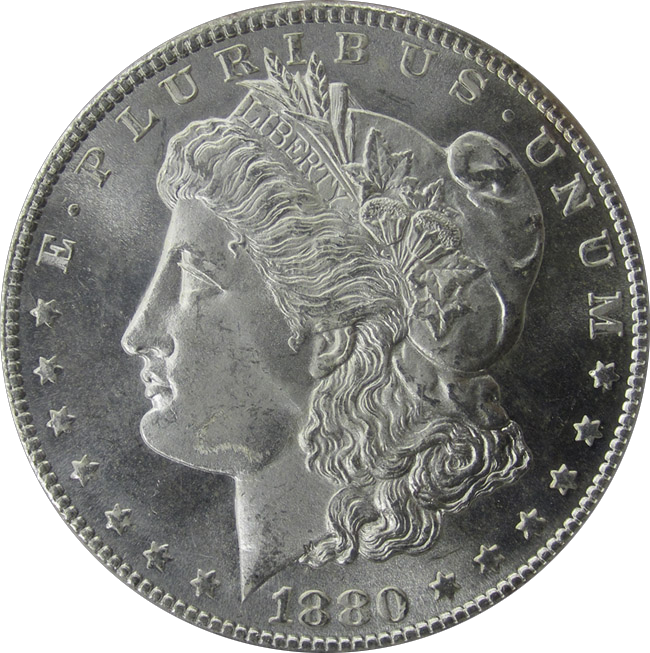
دولار مورغان

لماذا نمتلك أبشع الأموال بين كل الأمم المتحضرة؟ التصميم رديء ومبتذل وبلا طعم وبلا طابع والتنفيذ يشبه ذلك. لديهم بالأحرى مظهر الرموز أو الميداليات المتوسطة. أحد أسباب ذلك هو أن التصميم غير فني وغير مهم للغاية. تلك الشابة التي تجلس على لا شيء على وجه التحديد ولا ترتدي أي شيء تتحدث عنه، وتنظر من فوق كتفها إلى أي شيء يمكن تصوره، وتحمل في يدها اليسرى شيئًا يشبه عصا المكنسة عليها قبعة نوم صوفية – ماذا تفعل هناك؟

 
أدى عدم الرضا العام عن دولار مورجان الذي أصدر حديثاً إلى دفع النقاشين في دار سك العملة إلى تقديم تصميمات للعملات الفضية الأصغر حجماً في عام 1879. ومن بين الذين طالبوا بإصدار عملة جديدة كان المحرر ريتشارد واتسون جيلدر من مجلة ذا سنشري إليسترايتد مونثلي ماجازين. ففي وقت ما في أوائل ثمانينيات القرن التاسع عشر قام هو وأحد مراسليه والنحات أوغسطس سانت جودنز بزيارة مدير دار سك العملة بورشارد لمناقشة إنشاء تصميمات جديدة. لقد أحضروا معهم العملات اليونانية والرومانية الكلاسيكية في محاولة لإقناع بورشارد بأن العملات يمكن أن تصبح أكثر جمالاً بسهولة. ثم غادر الزوار بخيبة أمل بعد أن علموا أن بورشارد اعتبر دولار مورجان الذي تعرض للكثير من الانتقادات جميلاً مثل أي دولار آخر.
خلف جيمس كيمبال بورشارد في منصب مدير دار سك العملة في عام 1885. وكان المدير الجديد أكثر تقبلاً لأفكار جيلدر وفي عام 1887 أعلن عن مسابقة لتصميمات جديدة للعملات غير الذهبية. ولكن هذه الخطط أحبطت عندما شكك عضو مجلس الشيوخ عن ولاية فيرمونت جوستين موريل في سلطة دار سك العملة في إنتاج تصاميم جديدة. وكانت دار سك العملة قد ادعت السلطة بموجب قانون العملات لعام 1873 في إصدار دولار مورجان في عام 1878 وعملة النيكل ذات رأس الحرية في عام 1883. وكان موريل من المؤيدين لإعادة تصميم العملة المعدنية وقد قدم في الماضي مشاريع قوانين لتحقيق ذلك، ومع ذلك فقد شعر أن هذا لا يمكن أن ينفذ بدون قانون من الكونجرس. وقد أحال كيمبال القضية إلى محامي الحكومة الذين أشاروا إلى أن دار سك العملة تفتقر إلى السلطة التي تدعيها. عمل الرجال الثلاثة على تأمين مشروع قانون يسمح بتصاميم جديدة: موريل بناء على تقديم التشريعات والضغط عليها وكيمبال بناء على الضغط من أجل الحصول على السلطة في تقريره السنوي وجيلدر من خلال تنظيم التغطية الإعلامية المؤيدة. وبسبب انشغال المشرعين بأمور أخرى لم يوقع الرئيس بنيامين هاريسون على تشريع يجعل جميع فئات العملات المعدنية الأميركية متاحة لإعادة التصميم الفوري من جانب دار سك العملة بعد الحصول على موافقة وزير الخزانة إلا في 26 سبتمبر/أيلول عام 1890. إذ يمكن بعد ذلك تعديل كل عملة معدنية بدءاً من العام الخامس والعشرين بعد إنتاجها لأول مرة، على سبيل المثال العملة المعدنية التي سكت لأول مرة في عام 1892 ستكون مؤهلة لإعادة التصميم في عام 1916.

## البداية

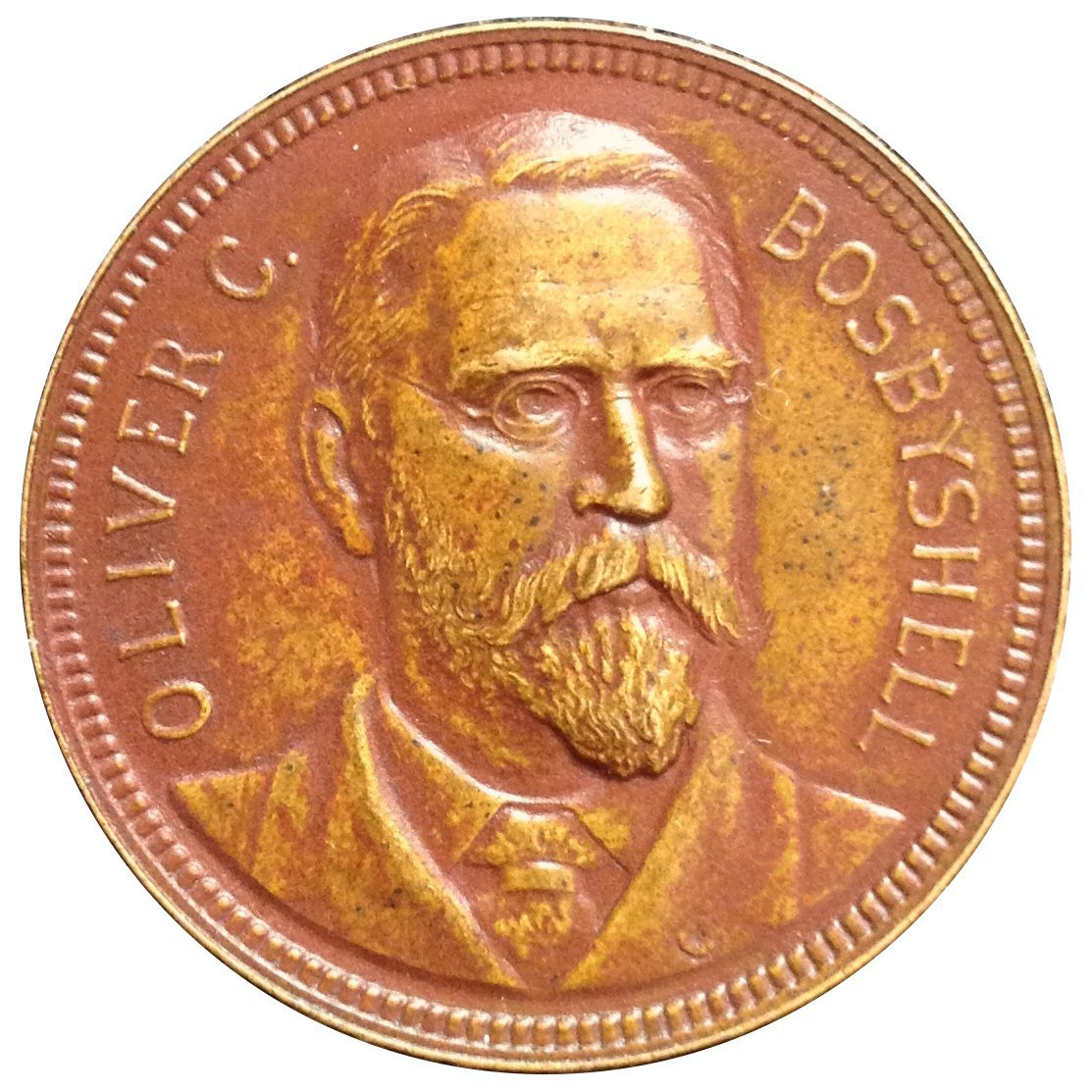
مدير دار سك العملة في فيلادلفيا أوليفر بوسبيشيل ميدالية من مساعد النقاش جورج تي مورغان

قبل ثلاثة أيام من توقيع قانون عام 1890 كتب باربر إلى المشرف على دار سك العملة في فيلادلفيا أوليفر بوسبيشيل موضحًا الشروط المقترحة لمسابقة لاختيار تصميمات عملات معدنية جديدة. واقترح باربر أن يُطلب من المشاركين تقديم نماذج بدلاً من الرسومات وأن تكون التصميمات ذات طابع بارز وهو ما كان يستخدم في العملات المعدنية. واقترح أن تتضمن الإدخالات الحروف والفئة حيث أن الإدخالات بدونها لن تظهر بشكل كافٍ مظهر العملة المعدنية النهائية. وتلقى ردًا مفاده أنه بسبب أعمال أخرى لن تتمكن دار السك من معالجة المسألة حتى ربيع عام 1891.
في 16 أكتوبر 1890 تولى مدير جديد لدار سك العملة -إدوارد أو. ليتش- منصبه. وكان ليتش الذي كان يبلغ من العمر 38 عامًا في ذلك الوقت قد أمضى حياته المهنية في مكتب سك العملة، وكان من المؤيدين المتحمسين لإعادة التصميم. لقد اتخذ الاحتياط بناء على الحصول على توصيات من باربر بشأن الفنانين الخارجيين المناسبين الذين قد يشاركون في المسابقة. وبما أن معظم الفنانين المقترحين كانوا مقيمين في نيويورك فقد كلف أندرو ماسون -المشرف على مكتب نيويورك للتحليل- بمهمة الانتهاء من قائمة المدعوين. وكانت قائمة ماسون الرائدة المكونة من عشرة أسماء هي اسم سانت جودنز. وأرسل ماسون التوصيات إلى ليتش في 3 أبريل 1891؛ وفي اليوم التالي أعلن مدير دار سك العملة عن المسابقة المفتوحة للجمهور ولكنه دعا على وجه التحديد الفنانين العشرة الذين سماهم ماسون للمشاركة. بالإضافة إلى سانت جودنز كان من بين الفنانين المطلوبين للمنافسة دانييل تشيستر فرينش وهربرت آدامز وكينيون كوكس. ومع أن باربر حذر المخرج من أن الفنانين ذوي السمعة الطيبة لن يشاركوا على الأرجح في مسابقة لا يحصل فيها سوى الفائز على تعويضات إلا أن ليتش عرض جائزة قدرها 500 دولار للفائز ولم يقدم أي مدفوعات لأي شخص آخر. حيث كان يسعى إلى ابتكار تصميمات جديدة لكلا جانبي الدولار ولأوجه نصف الدولار والربع دولار والعشرة سنتات - وكان ليتش راضيًا عن السماح باستمرار تصميم وجوه عملات الحرية الجالسة. وبموجب القانون كان لا بد أن يظهر النسر على الربع دولار والنصف ولكن لا يمكن أن يظهر على العشرة سنتات.
وقد استجاب معظم الفنانين المجتمعين في نيويورك في رسالة مشتركة بأنهم على استعداد للمشاركة ولكن ليس بالشروط المحددة. واقترحوا مسابقة برسوم محددة للرسومات والتصميمات التي يقدمها الفنانون المدعوون ليتحكم عليها لجنة تحكيم من أقرانهم مع التزام دار سك العملة باستبدال عملات الحرية الجالسة بالنتيجة. وأصروا أيضًا على أن يقوم نفس الفنان بإنشاء كلا الجانبين من العملة المعدنية وأن يُوفر المزيد من الوقت للسماح بتطوير التصميمات. لم يتمكن ليتش من تلبية هذه الشروط حيث لم يكن هناك ما يكفي من المال إلا للجائزة الفردية. وبالإضافة إلى دعوة الفنانين العشرة فقد أرسل آلاف الطلبات إلى جميع أنحاء البلاد، وقدم عدد من التصاميم بالفعل استجابة للنشرات. وللحكم على العروض المقدمة قام بتعيين لجنة تحكيم مكونة من سانت جودنز وباربر وهنري ميتشل وهو نقاش أختام من بوسطن وعضو في لجنة التحليل لعام 1890. ثم اجتمعت اللجنة في يونيو 1891 ورفضت جميع المشاركات بسرعة.
وقد صرح ليتش في الصحافة بشأن نتيجة المسابقة:

كتب باربر بعد سنوات عن المسابقة، "أرسلت العديد من [المشاركات] لكن السيد سانت جودنز [ك‍] الذي عين كأحد أعضاء اللجنة لإقرار التصاميم اعترض على كل ما قُدّم". وقد أوضح مؤرخ العملات روجر بورديت الاختلافات الفنية بين الرجلين:
من المرجح أنهما كانا متباعدين للغاية في فهمهما الفني لدرجة أن أياً منهما لم يستمع إلى ما قاله الآخر... كان باربر من نهج المتدربين الحرفيين الإنجليز حيث كانت أعمال النقش وحفر القوالب حرفًا وثيقة الصلة بعمال المعادن الآخرين مثل صانعي الأدوات الآلية. وكان والده وجده كلاهما من النقاشين. كما كان سانت جودانز نحاتًا مدربًا بشكل كلاسيكي بدأ حياته المهنية كمتدرب على قطع الكاميو في نيويورك وانتقل لاحقًا إلى باريس وروما لتلقي تدريب مكثف أثناء إتقان فنه. عمل باربر بطريقة عامة في أشكال دائرية صغيرة - كانت الميدالية التي يبلغ قطرها ثلاث بوصات حجمًا كبيرًا لمنحوتاته. ولم يكن سانت جودانز مرتاحًا للميداليات الصغيرة وكان يصمم عادةً شخصيات بالحجم الطبيعي أو أكبر... قلبت مسابقة عام 1891 الاثنين ضد بعضهما البعض لبقية حياتهما.

## التحضير
وبسبب إحباطه من نتيجة المسابقة أصدر ليتش تعليماته إلى باربر في 11 يونيو 1891 بإعداد تصميمات لنصف الدولار والربع دولار والدايم. وبما أن دولار مورغان كان يُسك بكثافة في ذلك الوقت قرر مدير دار سك العملة ترك هذا التصميم دون تغيير في الوقت الحالي. أما بالنسبة للوجه الأمامي للعملات الجديدة فقد اقترح ليتش تصوير الحرية على غرار ما هو موجود على العملات الفرنسية في تلك الفترة، وكان راضٍ عن استمرار ظهور العملات العكسية الحالية. كما كان ليتش قد اقترح على باربر في وقت سابق أن يستعين بمساعدة خارجية إذا كان من المقرر إنجاز العمل في دار سك العملة، فأجاب النقاش الرئيسي أنه لا يعلم بوجود أي شخص يمكنه تقديم المساعدة في إعداد التصاميم الجديدة. وكان ليتش قد تحدث مع سانت جودنز حول نفس الموضوع حيث ذكر النحات أن أربعة رجال فقط في العالم قادرون على تنفيذ تصميمات عملات معدنية عالية الجودة ثلاثة منهم يعيشون في فرنسا وكان هو الرابع.
وأعلن ليتش عن قراره بتكليف باربر بالقيام بالعمل في شهر يوليو مشيراً إلى أنه أصدر تعليماته للنقاش بإعداد التصاميم لتقديمها إلى وزير الخزانة تشارلز فوستر. وفي رسالة نشرت في صحيفة نيويورك تريبيون أعرب جيلدر عن خيبة أمله من أن دار سك العملة كانت تخطط لتوليد التصميمات الجديدة داخليًا، معتقدًا أن دار سك العملة التي هي في الأساس مصنع للعملات المعدنية غير مجهزة لتوليد تصميمات فنية للعملات المعدنية. ونظراً لأهمية جيلدر في حركة إعادة تصميم العملات شعر ليتش بالحاجة إلى الرد شخصياً وهو ما فعله في أوائل أغسطس/آب. حيث أخبر جيلدر أن "التصميمات الفنية للعملات المعدنية التي من شأنها أن تلبي أفكار ناقد فني مثلك والفنانين بوجه عام لا تتكيف دائمًا مع سك العملات العملية". وأكد لجيلدر أن التصميمات التي أعدها باربر بالفعل حظيت بموافقة ميتشل مع أن ليتش نفسه كان لديه بعض التحسينات ليقترحها على النقاش الرئيسي.
كانت المحاولة الأولى التي قام بها باربر والتي صممت لنصف الدولار تتجاهل تعليمات ليتش. بدلاً من التصميم المعتمد على العملات الفرنسية فقد صورت شخصية واقفة لكولومبيا تحمل تاجًا مصنوعًا من غصن زيتون فوق عمود الحرية ويقف نسر ينشر جناحيه خلفها. استخدم الوجه الخلفي النسر الشعاري من الختم العظيم للولايات المتحدة محاطًا بإكليل من خشب البلوط السميك مع الأساطير المطلوبة المحيطة بالحافة.رفض ليتش التصميم وقدم باربر وجهًا منقحًا في منتصف سبتمبر برأس الحرية مشابهًا لذلك الموجود على العملة المعتمدة. وتلقى ليتش تعليقات من الأصدقاء ومن السكرتير فوستر. في 28 سبتمبر كتب إلى باربر أن شفتي ليبرتي كانتا "مثيرتين إلى حد ما" وأمره بإعداد نسخة عكسية بدون الإكليل. وقد فعل باربر ذلك وسكت العملات المعدنية ذات النسخة التجريبية المنقحة بناءً على التصميم المنقح. واشتكى باربر في رسالة بتاريخ 2 أكتوبر إلى المشرف بوسبيشيل -ولكن المقصود بها ليتش- من أن المطالبات المستمرة بالتغيير كانت تضيع وقته. وأجاب ليتش قائلاً إنه لا يهتم بمدى الجهد المبذول من أجل تحسين التصميم خاصة أنه بمجرد إصداره سيتعين استخدامه لمدة 25 عامًا. نقل رد باربر إلى ليتش في 6 أكتوبر مع خطاب من القائم بأعمال المشرف مارك كوب (كان بوسبيشيل مسافرًا) ينص على أن باربر "ينكر أي نية للتستر وبالتأكيد لم يكن ينوي التشكيك في امتيازك كواحد من الضباط الذين عينوا بموجب القانون لتمرير تصاميم جديدة للعملات المعدنية". وكانت رسالة باربر عبارة عن شرح فني مطول لعناصر التصميم المختلفة، وطلبت المزيد من النصائح من ليتش إذا كانت لديه تفضيلات وكانت النغمة العامة جدلية. ثم اختار ليتش عدم الكتابة مرة أخرى وتناول أحد المخاوف حول ما إذا كانت أغصان الزيتون في التصميم قد قدمت بدقة وذلك بزيارة الحديقة النباتية الوطنية ‏ والحصول على واحدة وإرسالها إلى باربر.
طرح السؤال حول كيفية تمثيل النجوم (التي تمثل الحالات الأصلية الثلاثة عشر) على العملة في الرسائل وفي النهاية اختار ليتش النجوم السداسية على الوجه والنجوم الخماسية على الوجه الآخر. وكان باربر قد أعد ثلاثة إصدارات من التصميم كل منها تحتوي على سحب فوق النسر؛ ووافق ليتش على إصدار واحد في 31 أكتوبر وأمر بإعداد قوالب العمل لكنه بعد ذلك بدأ يشكك في وجود السحب، وأمر بصنع نسختين إضافيتين. في السادس من نوفمبر/تشرين الثاني نظر الرئيس هاريسون وحكومته في أي من التصاميم سيوافق عليها واختاروا التصميم الذي لا يحتوي على السحب؛ وفي اليوم التالي أمر ليتش بإعداد قوالب العمل. فقام باربر بتقليص تصميمه للعملة من فئة الربع والعشرة سنتات. في حين وافقت الحكومة على التصاميم طلب الأعضاء من دار سك العملة تعزيز عبارة "الحرية" على الوجه الأمامي و"من الكثرة واحد" على الوجه الخلفي، معتقدين أن هذه الأساطير سوف تتلاشى في التداول؛ ومع التغييرات الناتجة فقد ثبت أن هذا صحيح. بالنسبة لظهر العملة المعدنية ذات العشرة سنتات والتي لا يمكن أن يظهر عليها النسر بموجب القانون استخدم تعديل طفيف لظهر العملة المعدنية ذات العشرة سنتات التي تحمل صورة الحرية الجالسة مع إكليل من أوراق الشجر والمنتجات المحيطة بكلمات "عشرة سنتات".
من غير المؤكد متى سكت العملات المعدنية من فئة العشرة سنتات والربع سنت ولكن من المرجح أن يكون ذلك في منتصف نوفمبر 1891. ومن المعروف وجود نوع واحد من كل من العملات العشرية والربع دولار في حين أن هناك خمسة أنواع مختلفة من نصف الدولار موجودة؛ جميع أنماط العملات المعدنية المعروفة الخاصة بـباربر موجودة في المجموعة الوطنية للعملات المعدنية ولا يوجد أي منها في أيدي خاصة. وفي الحادي عشر من ديسمبر طلب بوسبيشيل تأخير الإنتاج حتى منتصف يناير 1892 للسماح باختبار القوالب بشكل أكثر شمولاً لكن ليتش رفض. سكت أول عملات باربر في دار سك العملة في فيلادلفيا في 2 يناير 1892 في الساعة 9:00 صباحًا وبحلول نهاية اليوم سكت جميع الطوائف الثلاث.

## التصميم

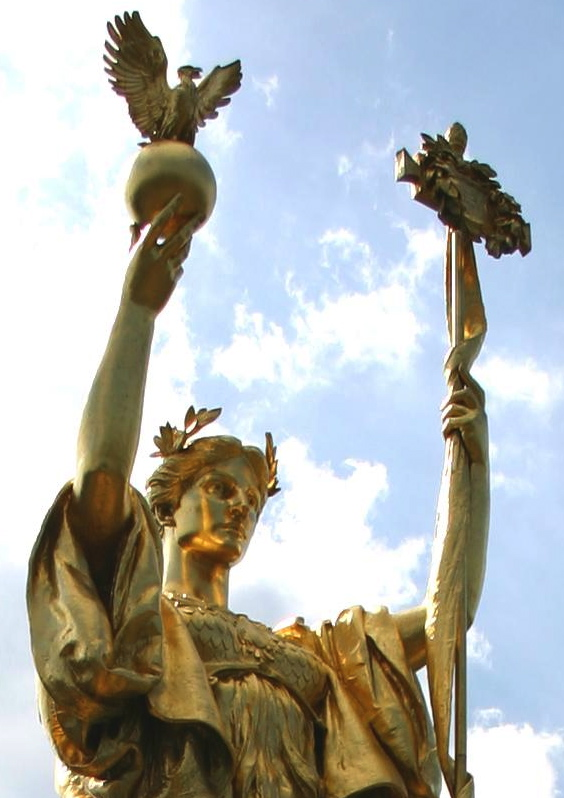
تفاصيل من جمهورية دانييل تشيستر الفرنسية

تصور الفئات الثلاث من عملة باربر رأس الحرية متجهًا إلى اليمين. وهي ترتدي قبعة وعصابة رأس صغيرة مكتوب عليها "الحرية". على ربع ونصف الدولار يظهر شعار "نحن نثق في الله" فوق رأسها، وهي محاطة بـ 13 نجمة سداسية الرؤوس والتاريخ. أما على العملة المعدنية فيحيط برأسها كتاب "الولايات المتحدة الأمريكية" والسنة. يصور الوجه الخلفي للربع والنصف دولار نسرًا شعاريًا استنادًا إلى الختم العظيم. ويحمل الطائر في فمه مخطوطة مكتوب عليها "من الكثرة واحد" وفي مخلبه الأيمن غصن زيتون وفي مخالبه اليسرى يحمل 13 سهمًا. وفوق النسر يوجد 13 نجمة خماسية الرؤوس وهو محاط باسم الدولة وفئة العملة. يصور الجزء الخلفي من العملة المعدنية ذات العشرة سنتات إكليل من الذرة والقمح وأوراق القيقب والبلوط يحيط بكلمات "دايم واحد". ويوجد الحرف الأول من اسم باربر "بي" على قطعة عنق ليبرتي؛ وتوضع علامة دار سك العملة على العملة المعدنية ذات العشرة سنتات أسفل الإكليل على الوجه الخلفي وأسفل النسر على الفئات الأكبر.
باربر هيد للحرية هو كلاسيكي بحت وقد قدم على الطراز الروماني. صمم الرأس على غرار العملة الفضية الفرنسية "سيريس" في أواخر القرن التاسع عشر لكنه يشبه تصميم مورغان للدولار الفضي. لم يفوت هذا عالم العملات والتر برين في دليله الشامل للعملات الأمريكية: "لا بد أن باربر كان يشعر بكسل غير عادي. لقد ترك تصميم ظهر العملة كما كان منذ عام 1860 مع تبسيطات طفيفة. وكان وجهه الأمامي صورة طبق الأصل لرأس دولار مورغان مع قص جزء كبير من شعر الآنسة آنا ويليس ويليامزوإخفاء الباقي. ... ضمن غطاء كبير بشكل غير متناسب." في نصه الذي قدم فيه ربع دولار باربر ذكر برين: "إن التكوين بأكمله متماسك على الطريقة الألمانية ومبتذل ومزدحم (خاصة على الجانب الخلفي) ولا يتمتع بأي ميزة ملحوظة بخلاف الميزة الفنية المتمثلة في النقش البارز". يصف بورديت تصميمات باربر بأنها "تقليد متواضع للطراز الفرنسي الحالي - بالكاد أفضل من طراز ليبرتي الجالسة الغامض الذي حل محله".
اتخذ مؤرخ الفن كورنيليوس فيرمول في عمله على العملات الأمريكية وجهة نظر أكثر إيجابية تجاه عملات باربر: "لم تُكتب بعد الكلمة الفصل في مزاياها الجمالية. لم تُعجب بها أو تُجمع لأكثر من ثلاثة أجيال بعد ظهورها [كما كتب عام ١٩٧١] لكن هذه العملات التي كانت في جوهرها محافظة وإن كانت في غاية الاحترام أصبحت فجأة شائعة للغاية بين هواة الجمع". وزعم فيرمول أن "تصاميم عملات باربر كانت أكثر انسجامًا مع العصر مما كان يعتقده على الأرجح. فقد وصلت هيبة الحرية الممتلئة والوقورة إلى أمريكا قبل سبع سنوات في شخص تمثال فريدريك بارتولدي العملاق [تمثال الحرية] ..." واقترح أن سمات تمثال الجمهورية الضخم لدانيال تشيستر فرينش والذي أنشئ للمعرض الكولومبي العالمي "كانت متوافقة تمامًا مع ما أنشأه تشارلز باربر للعملات في عام افتتاح المعرض".

## ردة الفعل على العملة

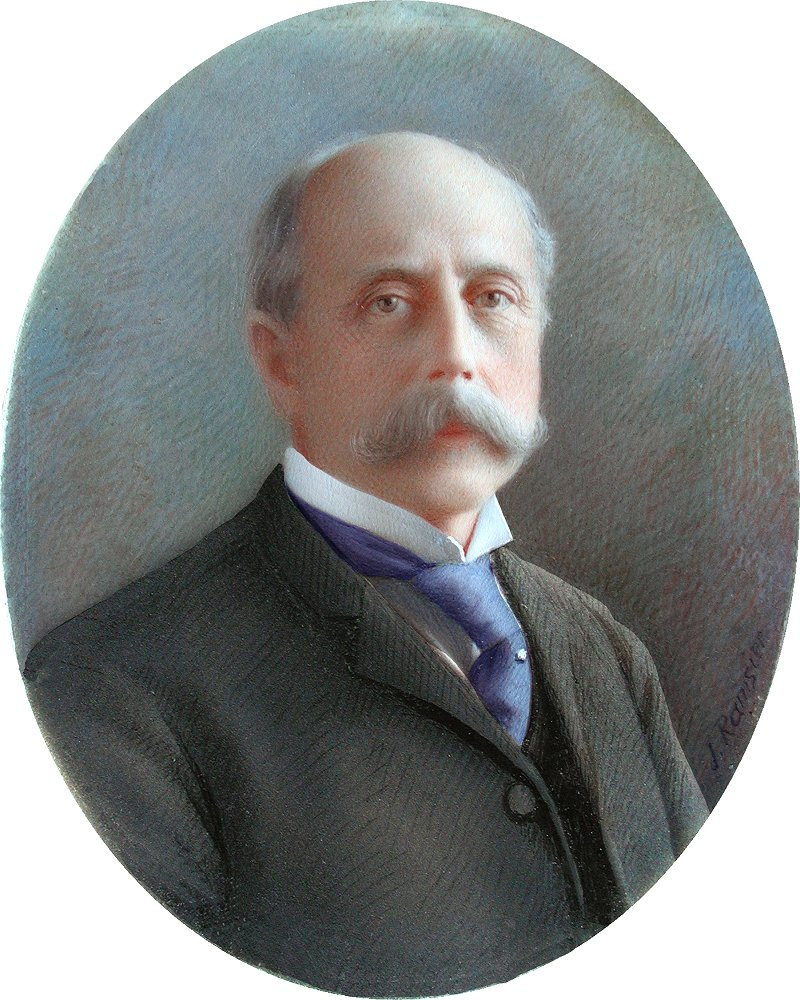
تشارلز إي. باربر. قوبلت عملاته الفضية بآراء متباينة ولكنها كانت بمثابة نقود جيب الأجيال

أصدر ليتش التصميمات الجديدة للصحافة في حوالي 10 نوفمبر 1891. وفقًا لخبير العملات ديفيد لانج تباينت آراء الجمهور حول العملة الجديدة: "بينما بدت الصحافة والجمهور راضيين عن العملات الجديدة من فئة العشرة سنتات والربع دولار والنصف دولار شعر خبراء العملات إما بخيبة أمل طفيفة تجاه العملات الجديدة أو التزموا الصمت حيال الأمر." وسجّل موران عددًا من الآراء السلبية دون ذكر أي آراء إيجابية. كما صرح فيرمول أن "التعليق الأولي على العملة الجديدة كان يتعلق بحداثة المسابقة وفشلها والنتيجة الحتمية المتمثلة في أن اللجنة ستذهب كما هو الحال دائمًا إلى كبير النقاشين [باربر] وموظفيه".
جورج هيث محرر مجلة ذا نيوميسمتيس ناقش القطع الجديدة: "إن العمل الميكانيكي هو كل ما يمكن أن نتمناه ومن المحتمل أنه بسبب الروتين التقليدي الذي يبدو أن سلطات دار سك العملة لدينا ملزمة بالاحتفاظ به فإن هذا هو أفضل ما يمكن القيام به". كتب دبليو تي آر مارتن في المجلة الأمريكية لعلم العملات "التأثير العام مُرضٍ ومن بين العملات الثلاث تُعد العملة المعدنية من فئة العشرة سنتات الأكثر جاذبية للكثيرين. رأس الحرية مُهيب ولكن مع القصة السخيفة التي بدأت بأن الصورة الجانبية هي صورة "جميلة حاكمة" في نيويورك إلا أنه لا يُمكن وصفها بالجمال، من الرؤوس الكلاسيكية تلميح ... على بعض العملات الرومانية وإيحاء أقوى بكثير بالرأس على الفرنكات الفرنسية لعام 1871 وما بعده ... هذه العملات المعدنية تمثل تقدمًا على ما أنجز حتى الآن، ولكن لا تزال هناك مسافة طويلة بينها وبين العملة الوطنية المثالية."
وكانت ردود الفعل الأخرى غير مواتية. حيث صرح الفنان كينيون كوكس أحد الفنانين المدعوين لمسابقة عام ١٨٩١ قائلاً: "أعتقد أنه من المخجل أن تمتلك هذه الدولة العظيمة عملة كهذه". وأعلنت مجلة هاربر ويكلي: "لقد تعب الجبل وولد فأرًا". ثم أُجريت مقابلة مع سانت جودنز وكما قال الكاتب موران: "انتقدها بشدة": "هذا غير كفء يبدو وكأنه من تصميم فتاة في السادسة عشرة من عمرها فتاة لم تتلقَّ سوى دروس قليلة في التشكيل. إنه لا يستحق النقد". ... هناك المئات من الفنانين في هذا البلد وأي منهم بمساعدة مصمم، كان بإمكانه أن يصنع عملة محترمة للغاية وهذا ليس صحيحًا."

## الإنتاج والتجميع

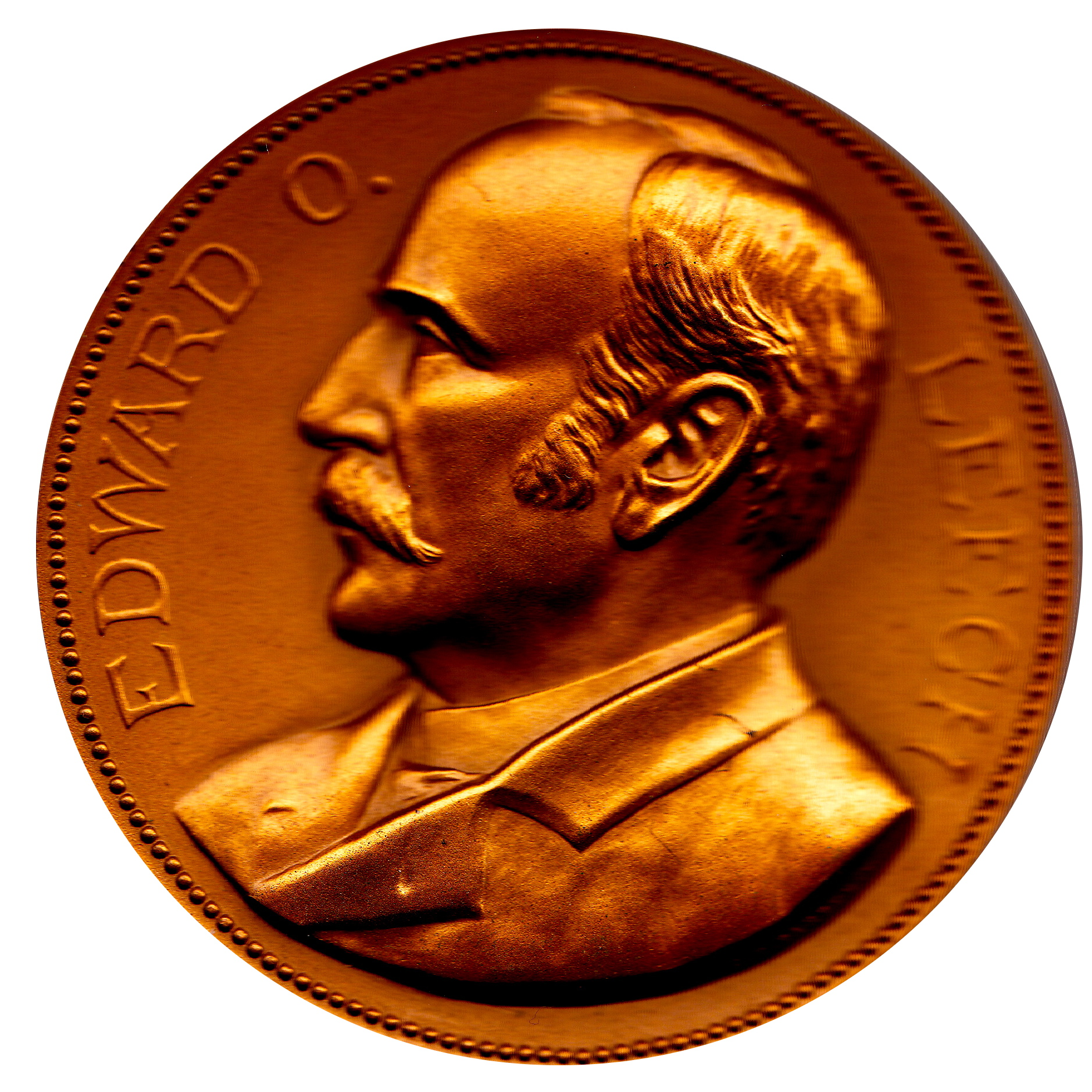
كان مدير دار سك العملة إدوارد أو. ليتش هو القوة المحركة وراء إعادة تصميم العملة الفضية الفرعية في عام 1892. ميدالية من تشارلز إي. باربر.

بعد فترة وجيزة من إصدار الأرباع الجديدة تلقت دار سك العملة شكاوى تفيد بأنها لا يمكن تكديسها بشكل صحيح. وأجرى باربر تعديلات على تصميمه لعلاج هذه المشكلة. وبناءً على ذلك هناك نسختان من الربع دولار لعام 1892 أطلق عليهما اسم "النوع الأول" و"النوع الثاني" وكلتاهما للنسخة التي لا تحمل علامة دار سك العملة والتي ضربت في فيلادلفيا وللنسخة التي ضربت في دار سك العملة في نيو أورليانز (1892-أو) ودار سك العملة في سان فرانسيسكو (1892-أس). حيث يمكن تمييزها من خلال ظهرها: تحتوي أرباع العملة من النوع الأول على حوالي نصف الحرف "إي" في كلمة "متحد" مغطاة بجناح النسر، أما مع أرباع العملة من النوع الثاني فيكون الحرف مخفيًا بالكامل تقريبًا. وأرباع النوع الأول نادرة في كل دار سك العملة.
تُعد عملة العشرة سنتات التي أصدرها باربر عام 1894-أس واحدة من العملات النادرة في علم العملات حيث سكت 24 قطعة منها. وقصص مختلفة تتعلق بمسألة كيف صيغ عدد قليل جدًا من هذه الكلمات. وفقًا لما ذكره نانسي أوليفر وريتشارد كيلي في مقالتهما المنشورة عام 2011 في مجلة ذا نيوميسمتيس فإن دار سك العملة في سان فرانسيسكو في يونيو 1894 احتاجت إلى سك 2.40 دولارًا من الفضة المتبقية من ذوبان العملات البالية وهو ما يكفي لسك 24 عشرة سنت. وكان من المتوقع أن تسك المزيد من القطع النقدية بقيمة عشرة سنت في وقت لاحق من العام ولكن هذا لم يحدث. ومن ناحية أخرى روى برين أن جون داجيت المشرف على دار سك العملة في سان فرانسيسكو قام بسك العملات المعدنية من فئة العشرة سنتات لصالح مجموعة من أصدقائه المصرفيين وأعطى كل واحد منهم ثلاثة سنتات. كما أعطى ثلاثة منها لابنته الصغيرة هالي وطلب منها أن تحتفظ بها حتى تبلغ من العمر مثل عمره حتى تتمكن من بيعها بسعر جيد. وبحسب القصة فقد أنفقت مبلغًا واحدًا على شراء طبق من الآيس كريم لكنها احتفظت بالاثنين الآخرين حتى عام 1954. استرجعت إحدى العملات المعدنية التسعة المعروفة من التداول في عام 1957 وتكهن برين بأن هذه ربما كانت عينة الآيس كريم. بيعت واحدة منها بمبلغ 1,552,500 دولار في مزاد عام 2007.

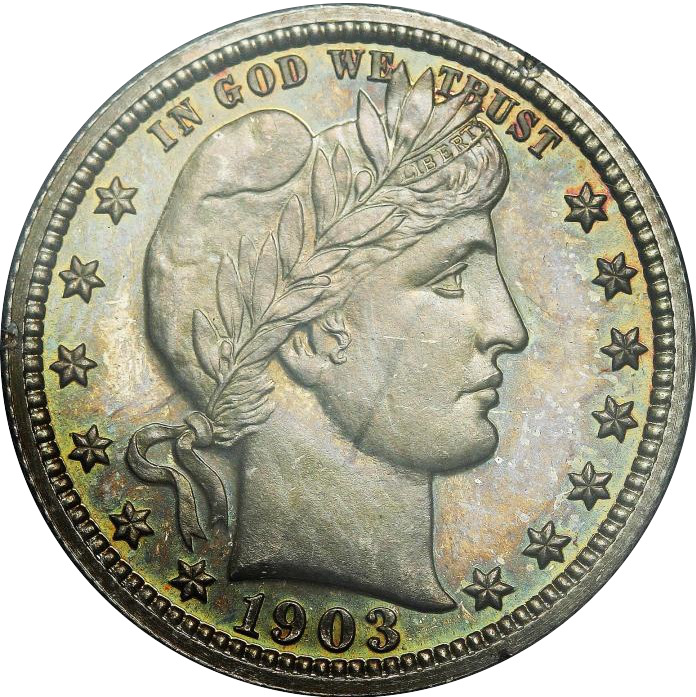
ربع دولار باربر بحالة ممتازة من عام 1903

في عام 1900 قام باربر بتعديل القوالب. وقد أدى هذا التغيير إلى إنتاج أرباع نقدية أرق بحيث يمكن لـ 21 من العملات الجديدة أن تتراكم في المساحة التي تشغلها 20 من العملات القديمة. بدأ باربر مرة أخرى في العمل على القوالب. وأراد مسؤولو دار سك العملة في سان فرانسيسكو الحصول على إذن لاستخدام القوالب القديمة وهو ما رُفض حيث كان من المعتقد أن جميع دور سك العملة يجب أن تنتج عملات معدنية بنفس المواصفات. وتوجد فروق صغيرة بين الأرباع المنتجة في دور السك المختلفة.
باستثناء عملة العشرة سنت الصادرة عام 1894-أس لا توجد ندرة كبيرة في سلسلة باربر حيث كانت عمليات السك بشكل عام كافية إلى حد كبير. وتشمل التواريخ الرئيسية للعملة المعدنية من فئة العشرة سنت 1895-أو (أقل عدد من العملات) و1896-أس و1897-أو و1901-أس و1903-أس. بالنسبة للربع فإن التواريخ الرئيسية هي الإصدارات منخفضة السك للغاية 1896-أس و1901-أس و1913-أس مع ندرة 1901-أس بدرجة خاصة. أندر نصف دولار هو 1892-أو "مايكرو أو" حيث طبعت علامة دار السك "أو" لنيو أورليانز على قالب نصف الدولار باستخدام مثقاب مخصص للربع؛ التواريخ الرئيسية الأخرى هي 1892-أو و1892-أس و1893-أس و1897-أو و1897-أس و1913 و1914 و1915. آخر ثلاثة تواريخ لها عدد قليل جدًا من العملات المعدنية ولكن حوفظ عليها بأعداد كبيرة. وبما أن نصف الدولار كان متداولاً على نطاق واسع فإن الأسعار تميل إلى الارتفاع بأسلوب حاد لجميع العملات المعدنية في الدرجات الأعلى. "النوادر النادرة" وهي شائعة نسبيًا وغير مكلفة في حالتها المتداولة ولكنها باهظة الثمن في الدرجات العالية تشمل نصف الدولار لعام 1901-أس و1904-أس و1907-أس. وهكذا مع معظم التواريخ يمكن الحصول عليها بسهولة فإن الكثير منها نادر في الدرجات الأعلى والغير متداولة. بالإضافة إلى ذلك في عام 1909 قدم مركز نصف دولار جديد مما جعل كلمة "ليبرتي" الموجودة على عصابة الرأس أقوى ومن ثم تغيير تشخيص التصنيف. في السابق كانت تصنف نصفي باربر بأسلوب منفصل في كثير من الأحيان بناءً على خصائص الوجه والظهر حيث كان الوجه الخلفي يميل إلى التآكل بشكل أسرع. أخيرًا صهرت كميات كبيرة من عملات باربر ذات الدرجة الأدنى وحولت إلى سبائك عندما ارتفعت أسعار الفضة في عام 1979 وأوائل عام 1980.
في عام 1989 أسست مجموعة من هواة جمع العملات جمعية باربر لهواة جمع العملات وهي منظمة غير ربحية "مكرسة لتعزيز المعرفة بالعملات المعدنية التي صممها" تشارلز إي. باربر وويليام باربر. وتنشر المنظمة مجلة ربع سنوية وتعقد اجتماع سنوي بالاشتراك مع المعرض العالمي للمال التابع للجمعية الأمريكية لعلم العملات.

## الاستبدال
وفقًا لبورديت "بدأت الحركة لاستبدال رأس الحرية المبتذل الذي صممه باربر عام 1892 قبل أن تخرج العملات الأولى من المطبعة تقريبًا." وفي عام 1894 بدأت الجمعية الأمريكية لعلم العملات والآثار بالتعاون مع العديد من المعاهد الفنية والتعليمية في الدعوة إلى تصميمات أفضل للعملات الأمريكية ولكن لم يحدث أي تغيير في بقية القرن التاسع عشر.
في عام 1904 بدأ الرئيس ثيودور روزفلت في الضغط من أجل تحسين العملات المعدنية الأمريكية ورتب لدار سك العملة الاستعانة بسانت جودنز لإعادة تصميم العملات المعدنية التي يمكن تغييرها بموجب قانون عام 1890. وقبل وفاته في عام 1907 قدم النحات تصميمات للنسر المزدوج والنسر مع أن النسر المزدوج تطلب تعديلًا من باربر لخفض النقش البارز قبل أن يصدر كعملة متداولة. وتبع ذلك إعادة تصميم القطع الذهبية الأصغر وسنت لينكولن ونيكل الجاموس في الفترة ما بين عامي 1908 و1913. ثم بحلول ذلك الوقت كانت العملات المعدنية من فئة العشرة سنتات والربع دولار ونصف الدولار هي العملات المعدنية الوحيدة التي سكتولم تخضع لإعادة تصميم في القرن العشرين. فمع اقتراب عام 1916 وهو التاريخ الذي يمكن فيه تغيير عملات باربر دون الحاجة إلى قانون من الكونجرس زادت الدعوات إلى تصميم جديد.
أما في عام 1915 فقد تولى روبرت دبليو وولي المدير الجديد لدار سك العملة منصبه. ودعا وولي إلى استبدال العملات الفضية عندما أصبح ذلك قانونيًا وأمر باربر ومورجان بإعداد تصميمات جديدة. وقد استشار لجنة الفنون الجميلة وطلب منها فحص التصميمات التي أنتجها النقاشون في دار سك العملة وإذا شعروا أنها غير مناسبة فعليهم التوصية بفنانين لتصميم العملات الجديدة. فرفضت اللجنة تصميمات باربر ومورجان واقترحت أدولف وينمان وهيرمون ماكنيل وألبين بولاسيك كمصممين. ومع أن وولي كان يأمل أن ينتج كل فنان تصميم واحد فقد قام بقبول مفاهيم مختلفة من جانب وينمان للعشرة سنتات والنصف دولار ومفاهيم واحدة من جانب ماكنيل للربع.
وكان وولي يأمل أن يبدأ إنتاج العملات الجديدة في الأول من يوليو/تموز 1916. وتبين وجود طلب كبير على العملات الصغيرة ومع امتداد التأخير في الإنتاج الفعلي إلى النصف الثاني من العام اضطر وولي إلى الاستعانة بباربر لإعداد قوالب لعملات العشرة سنتات والربع دولار التي يعود تاريخها إلى عام 1916 والتي تحمل تصميم كبير النقاشين لعام 1892. ووفقًا لخبير العملات ديفيد لانج: "لا بد أن باربر قد ابتسم سرًا لنفسه عندما سقط تمثال الحرية الروماني المألوف لديه من المطابع بالآلاف ثم بالملايين." وكان ما يكفي من أنصاف الدولارات من عام 1915 لتلبية الطلب ولم تُسك أي أنصاف دولارات من باربر في عام 1916. وقاموا بالتغلب على صعوبات الإنتاج في النهاية وسكت كميات رمزية على الأقل من كل عملة جديدة في عام 1916 مما وضع نهاية لسلسلة عملات باربر.

## الملاحظات
1. ↑  أعاد باربر استخدام التصميم لاحقًا بالاشتراك مع تصميم عكسي من تصميم مورجان في نسر مزدوج مقترح وبدلاً من ذلك استخدم تصميم من تصاميم سانت جودنز.[23]
2. ↑  المعلمة التي عملت كعارضة أزياء لدولار مورغان.[36]
3. ↑  ولم يسك دولار مورجان منذ عام 1904.[9]

## روابط خارجية
- CoinCommunity.com - معلومات عن سك العملات المعدنية الأمريكية
- موقع جمعية باربر لهواة جمع العملات المعدنية

| سبقه {{{سبقه}}} | {{{العنوان}}} {{{الأعوام}}} | تبعه {{{تبعه}}} |